# سیارک ۱۱۲۰۲
سیارک ۱۱۲۰۲ (به انگلیسی: 11202 Teddunham، نامگذاری:1999FA10) یازده هزار و دویست و دومین سیارک کشف شده‌است که در ۲۲ مارس ۱۹۹۹ کشف شد.
قدر مطلق سیارک برابر ۱۲٫۵۰ است.